# Maraska (tvrtka)
Maraska d.d., sa sjedištem u Zadru, hrvatska tvrtka za proizvodnju i prodaju likera, alkoholnih i bezalkoholnih pića.

## Povijest
Povijest tvornice započinje 1768. godine, kada iz Istre u Zadar dolazi Francesco Drioli, koji osuvremenjava prozvodnju i uvodi destilaciju višnje maraške.
Maraskin liker Maraschino je poznat diljem svijeta.

## Vanjske poveznice
- Maraska